# Без жаљења за нашом младошћу
Без жаљења за нашом младошћу је јапански филм снимљен 1946. у режији Акире Куросаве.